# Gaoua
Gaoua è un dipartimento del Burkina Faso classificato come città, capoluogo della provincia di Poni e della regione di Djôrô.
Il dipartimento si compone del capoluogo e di altri 56 villaggi: Balantira, Barkpéréné, Bonko, Bonko–Dagbola, Bonko–Pérou, Boukéo-Birifor, Bouléo-Lobi, Boulèra, Bouli, Boulkpan, Brambèra, Danhal, Danhal–Kpangara, Danhal–Péra, Dionséra-Birifor, Dionséra–Lobi, Djikando, Doumbou, Dounkoura, Gbolo, Gongombili-Gongone, Gongombili–Kpovèra, Gongombili-Paboulona, Gongombili–Yèfara, Hello, Hello–Bondo, Hello–Gbakono, Kamaho, Kilimpira, Kimpi, Konkara, Koul-Bô, Koul-Campement, Koul-Gane, Koul-Pône–Gane, Koumboura, Kpantionao, Kpaon, Lahol, Lantao, Lou, Minkiro, Momane, Niampira, Nionio, Orkopouo-Gane, Orkopouo–Ville, Ossoro, Siboulbié, Sidoumoukar, Sillalara, Sorgboura, Tamidiara, Tienkouèra, Wèlè-Wèlè e Youlabakou.